# Bahnhof Gdynia Główna

Der Bahnhof Gdynia Główna ist der Hauptbahnhof von Gdynia, Polen und eine Haltestelle der SKM (S-Bahn) der Dreistadt. 2006 wurde der Bahnhof von Gdynia Główna Osobowa in Gdynia Główna umbenannt.

## Geschichte

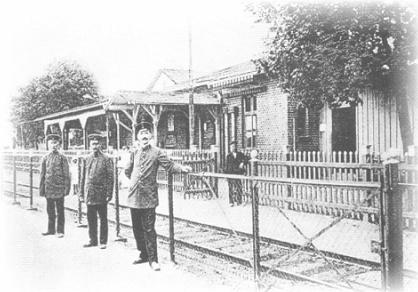
Der Bahnhof Gdingen um 1900

Die Berlin-Stettiner Eisenbahn-Gesellschaft ließ bis 1870 die Bahnstrecke Stargard-Danzig erbauen, die durch Gdingen führt. Einen Bahnhof eröffneten die Preußischen Staatseisenbahnen, die 1880 die Strecke übernommen hatten, aber erst 1884 in Gdingen, das sich zunehmend als Sommerfrische etablierte. Eine Danziger Badegesellschaft errichtete ein Kurhaus und eine Badeanstalt am Strand der Danziger Bucht sowie 1904 eine befestigte Straße zum Bahnhof, seinerzeit Kurstraße (ulica Kuracyjna; seit 1929 ulica 10 Lutego).
Nach der Abtretung Gdingens an die Zweite Polnische Republik im Januar 1920 hatte der nunmehr Gdynia genannte Ort zwar weiter Bahnanschluss, jedoch führte die Strecke nur über entweder deutsches oder Freistadt-Danziger Staatsterritorium ins polnische Hinterland. In den Jahren 1920/1921 errichteten die PKP – Polnische Staatsbahnen daher die neue Bahnstrecke Gdynia Główna–Kościerzyna (Gdingen–Neue Welt–Gluckau–Kokoschken (Kokoszki)), die dort an die um die Jahrhundertwende erbaute Strecke Danzig-Langfuhr–Zuckau–Karthaus (Kartuzy) anschloss. Von Zuckau (Żukowo) aus bestand dann, ohne die Grenze zu passieren, Anschluss ans polnische Binnenbahnnetz. Die Verbindung dieser Strecke bis Langfuhr ist heute durch den Flughafen Danzig der Dreistadt Danzig-Zoppot-Gdingen unterbrochen. 

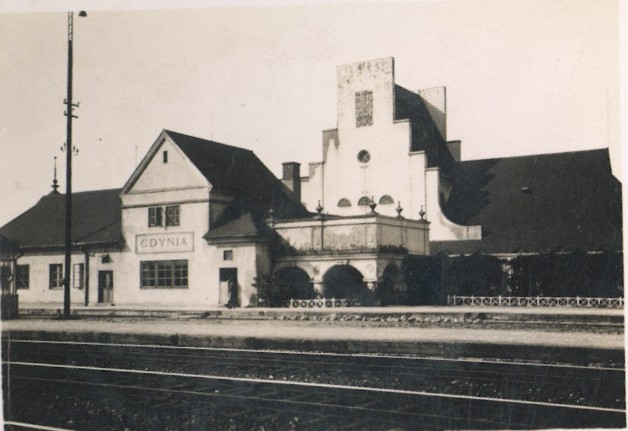
Das Bahnhofsgebäude von 1923 um 1934

 1923 errichtete Romuald Miller im Zuge des Ausbaus Gdynias zur Großstadt mit Seehafen für die PKP ein größeres Bahnhofsgebäude, das im Zweiten Weltkrieg zerstört wurde. Von 1950 bis 1955 entstand nach Plänen Wacław Tomaszewskis der heutige Bau im Stil des sozialistischen Realismus, einer der wenigen Bauten dieser Stilepoche in Gdingen.

## Zugverbindungen
Am Bahnhof Gdynia Główna halten Züge der PKP – Polnische Staatsbahnen AG u. a. aus Warschau, Krakau, Posen, Breslau, Stettin, Łódź, Kattowitz, Lublin, Toruń, Białystok und der Eurocity aus Berlin und Wien.
Seit 22. Juli 1953 verkehrt die städtische Schnellbahn der Dreistadt (SKM) zwischen Gdingen und Danzig (1958 bis Wejherowo verlängert). Gdynia Główna ist der vierte Halt der SKM in Gdynia zwischen dem Bahnhof Gdynia Wzgórze św. Maksymiliana und dem Bahnhof Gdynia Stocznia (Werft).